# Boudy (Jesenice)
Boudy jsou malá vesnice, část obce Jesenice v okrese Příbram ve Středočeském kraji. Nachází se asi tři kilometry jižně od Jesenice. Tvoří ji osady Přední Boudy (severně od zříceniny hradu Zvěřince, jihozápadně od Martinic) a Zadní Boudy (východně od hradu Zvěřince, jižně od Martinic, na silničce z Jesenice do Kvasejovic mezi Martinicemi a Malkovicemi), vzdálené od sebe necelý kilometr. Severozápadně od Předních Bud protéká Novodvorský potok, východně od Zadních Bud teče Martinický potok. Je zde evidováno 35 adres. V roce 2011 zde trvale žilo 44 obyvatel.
Boudy leží v katastrálním území Jesenice u Sedlčan o výměře 6,66 km².

## Historie
První písemná zmínka o vesnici pochází z roku 1623.

## Obyvatelstvo
| Rok            | 1869 | 1880 | 1890 | 1900 | 1910 | 1921 | 1930 | 1950 | 1961 | 1970 | 1980 | 1991 | 2001 | 2011 | 2021 |
| -------------- | ---- | ---- | ---- | ---- | ---- | ---- | ---- | ---- | ---- | ---- | ---- | ---- | ---- | ---- | ---- |
| Počet obyvatel | 165  | 160  | 156  | 134  | 113  | 114  | 112  | 87   | 86   | 66   | 41   | 33   | 26   | 44   | 54   |
| Počet domů     | 22   | 23   | 23   | 23   | 23   | 23   | 25   | 25   | 25   | 24   | 17   | 25   | 25   | 27   | 31   |

## Obecní správa
Při sčítání lidu v letech 1850–1929 Boudy byly osadou obce Nedrahovice v okrese Sedlčany. Od roku 1930 jsou částí obce Jesenice, se kterým patřily nejprve do okresu Sedlčany, ale od roku 1960 v okrese Příbram.

## Pamětihodnosti
- Zřícenina hradu Zvěřinec

## Galerie

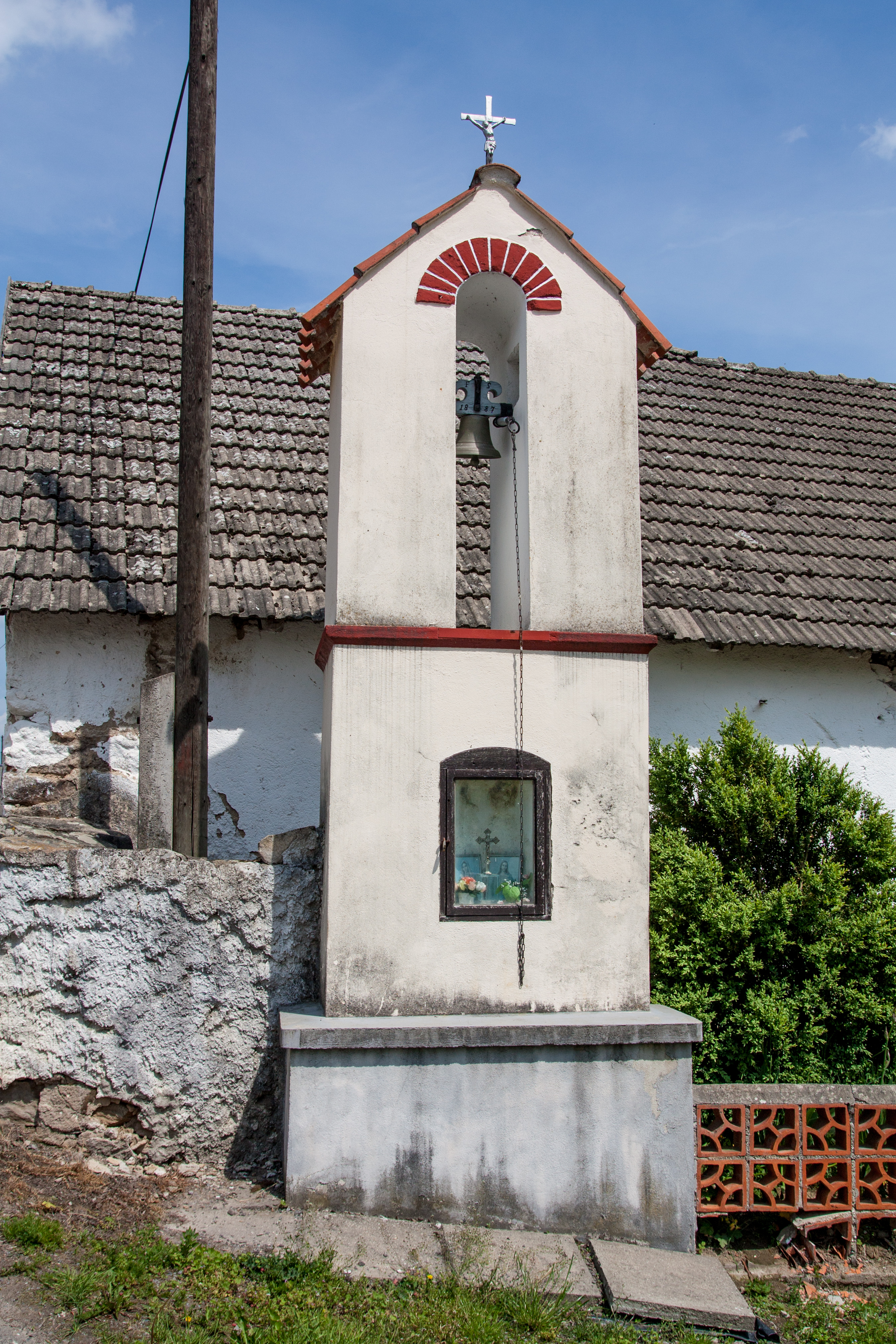
Zvonice v Zadních Boudách (2019)
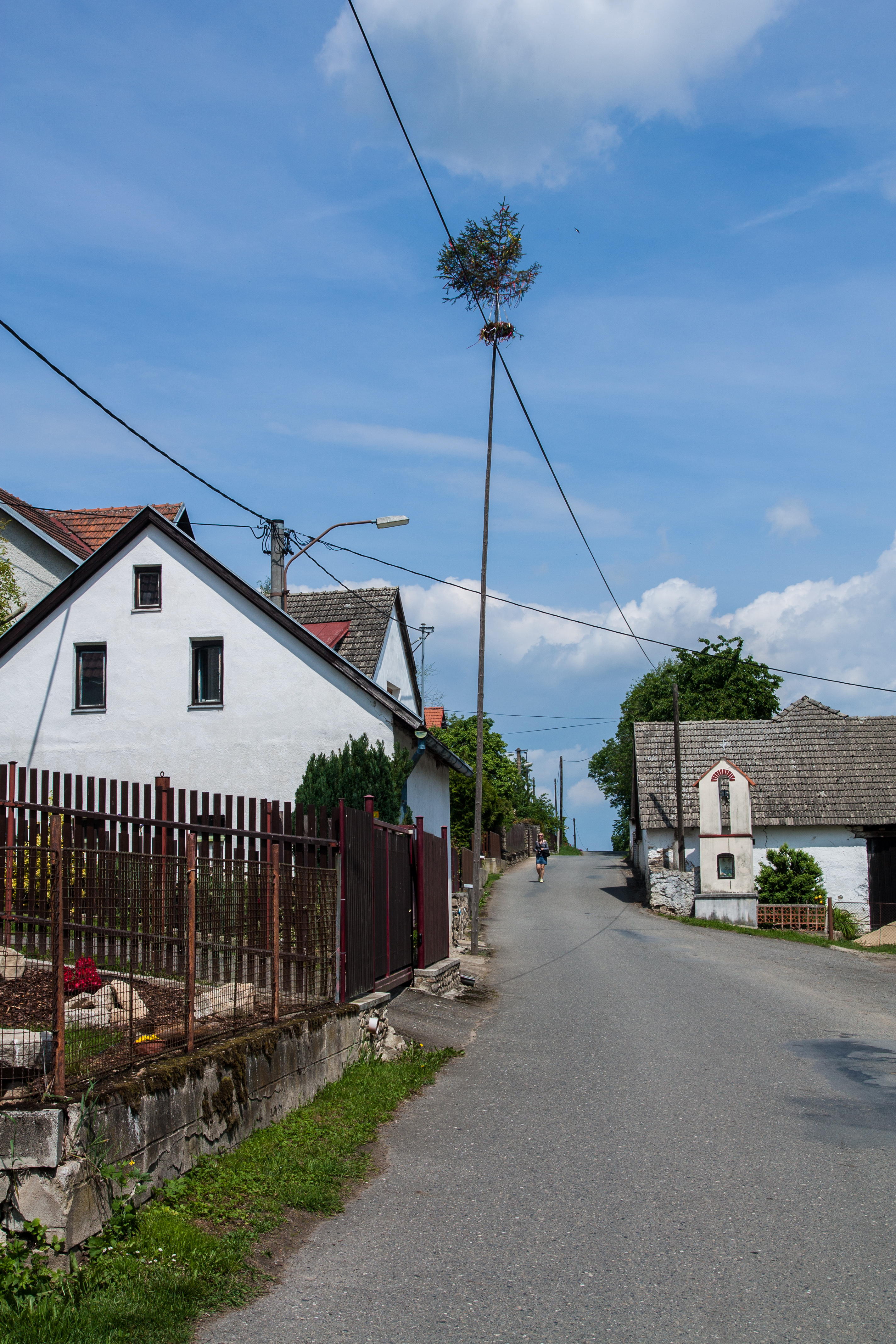
Cesta v Zadních Boudách (2019)
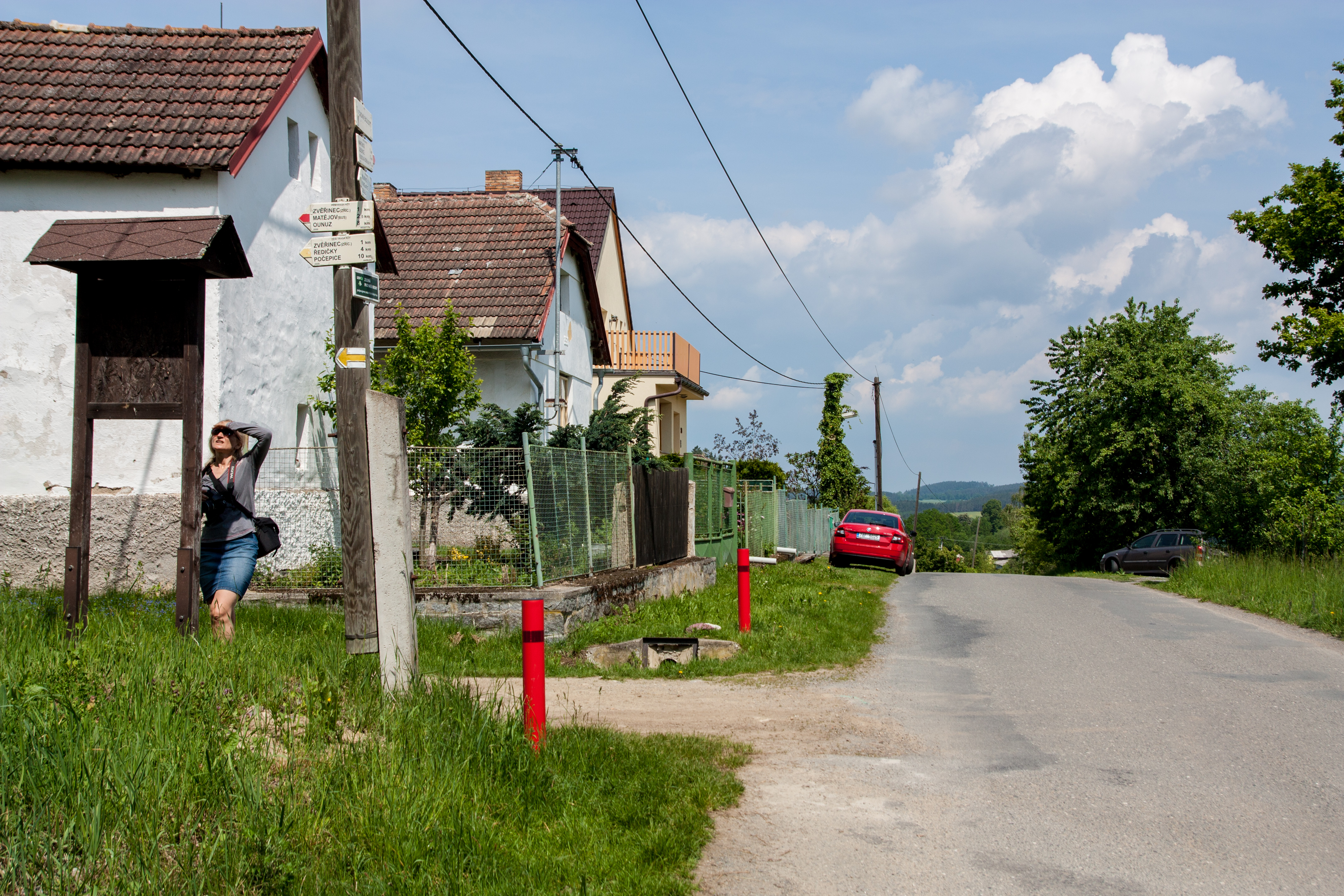
Domy v Zadních Boudách (2019)
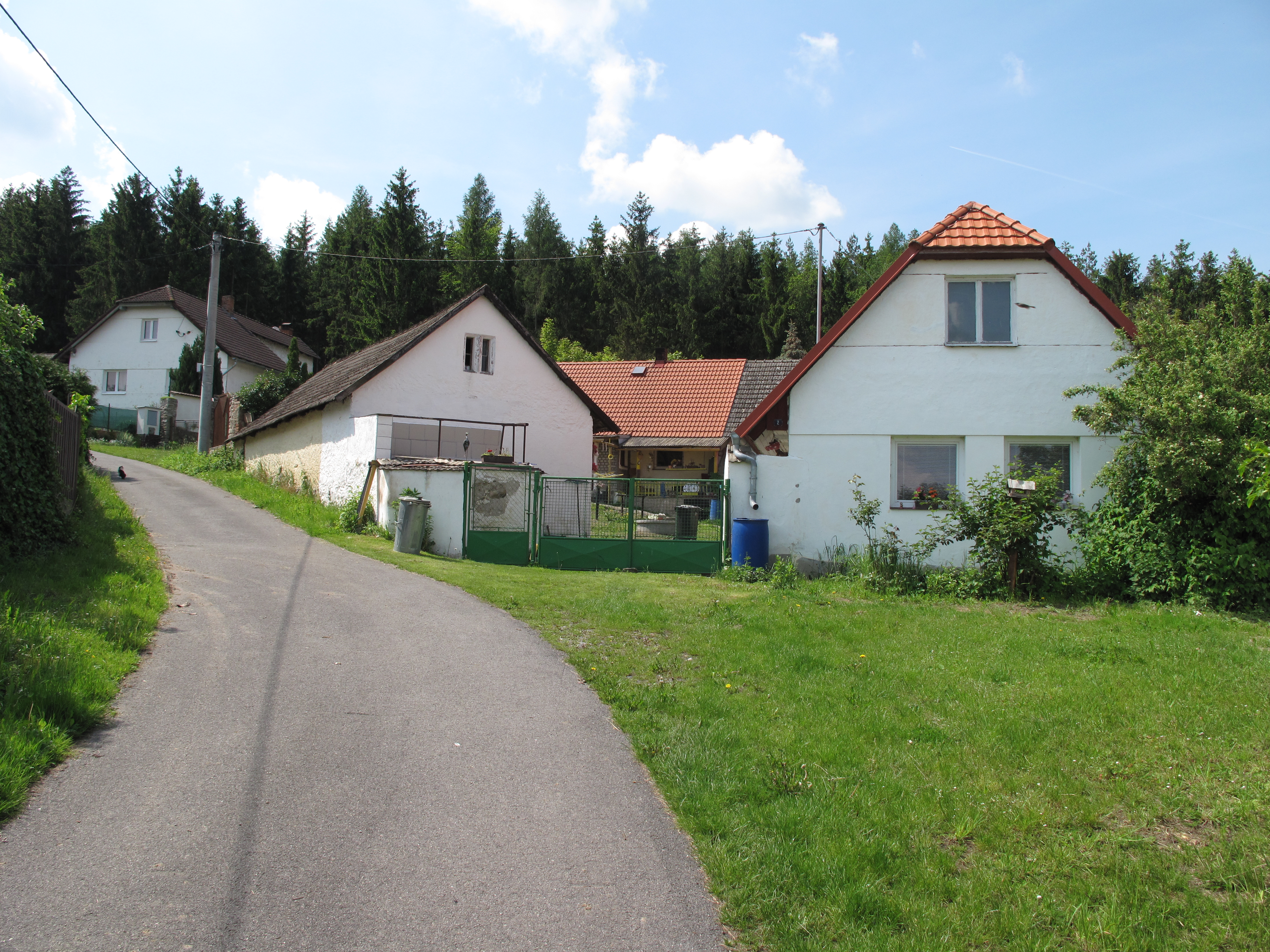
Chalupy v Předních Boudách